# Iglesia de San Giovanni in Monte
La iglesia de San Giovanni in Monte es una iglesia católica del siglo XV situada en Bolonia, Italia.

## Historia
La iglesia actual se remonta a una iglesia redonda del siglo V conocida como el Monte Oliveto, tradicionalmente se dice que fue fundada por San Petronio en 433. La primera mención escrita de la iglesia data de 1045. En o antes de 1118, los Canónigos Regulares de Letrán establecieron una comunidad aquí, que primero restauró y amplió la antigua iglesia (entre aproximadamente el 1200 y aproximadamente el 1300) y la reemplazó con una nueva iglesia gótica tardía (aproximadamente en 1450), con una fachada de 1474 en estilo renacentista. La bóveda se terminó finalmente en 1603. El campanario tiene más de 40 m de altura. Fue terminado en el siglo XIV, con una base que se remonta al siglo XIII.
Los canónigos regulares fueron expulsados después de que Napoleón invadiera Italia, y algunas de las obras de arte de la iglesia fueron trasladadas al Louvre. Después de la derrota de Napoleón, la mayoría de las obras de arte regresaron, pero algunas fueron trasladadas a museos italianos. En 1824, el piso de la iglesia fue reemplazado; Las lápidas que se encontraban hasta ese momento en el piso se trasladaron a las paredes.
El 29 de enero de 1944, la iglesia resultó gravemente dañada después de un bombardeo, con tres capillas destruidas y daños considerables en el pórtico, la bóveda y otras capillas. Fue restaurada entre 1947 y 1950.

## Obras de arte

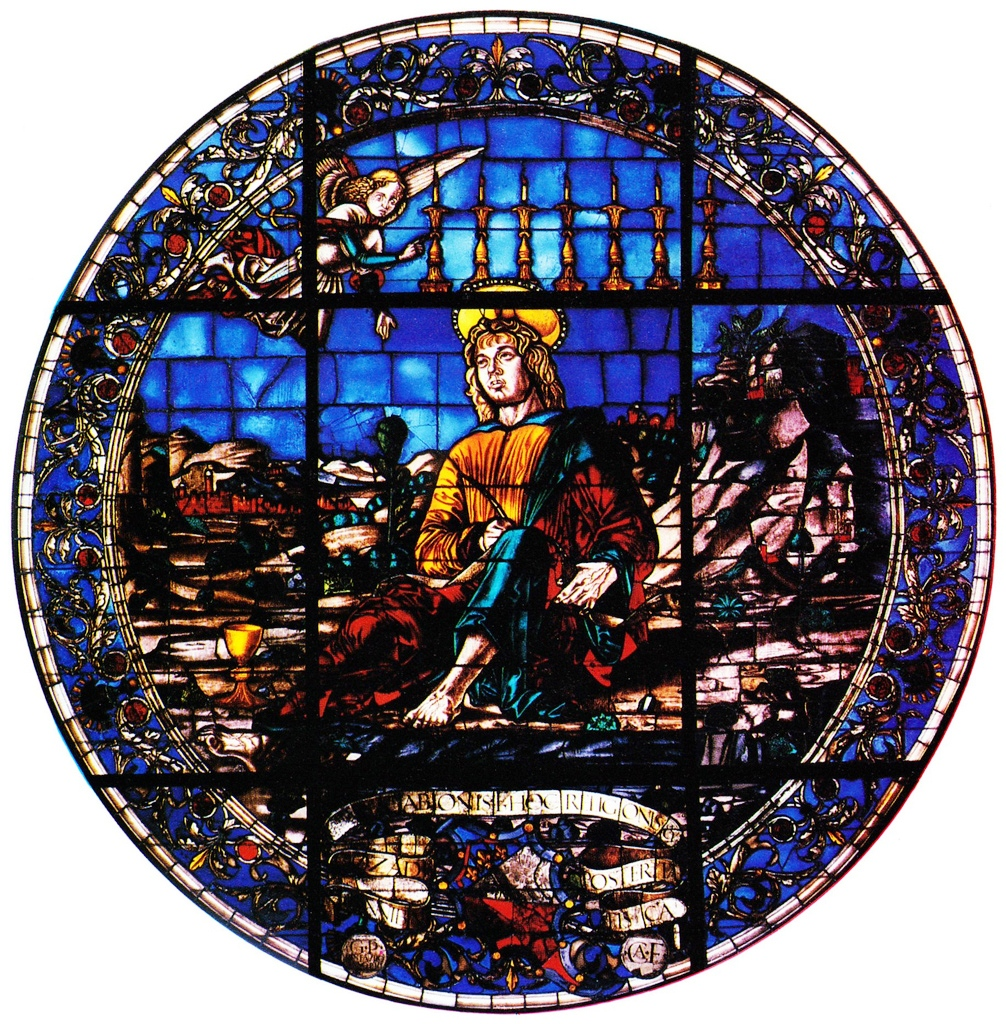
San Juan de Patmos, vidriera de 1480, en el óculo de la fachada de San Giovanni.

El pórtico tiene una escultura de un águila (el símbolo de San Juan, patrón de la iglesia) por Niccolò dell'Arca (ca. 1481)
El altar es prerrománico y románico, con las columnas octagonales y la cruz que se remontan al siglo XI y anteriores. El Cristo en la cruz es una escultura de madera del siglo XVI.
El interior tenía obras de Cima da Conegliano, la Virgen del Rosario de Domenichino, la Virgen con San Miguel y otros tres santos de Pietro Perugino, y El éxtasis de Santa Cecilia de Rafael (el original fue encargado por San Giovanni en 1513). Estas imágenes se eliminaron durante la época napoleónica y ahora se pueden encontrar en la Pinacoteca Nazionale di Bologna.
En la "Capilla Maggiore" o Capilla mayor hay una pintura del padre Petronio Fancelli y su hijo Pietro Fancelli, un crucifijo de Jacopino da Bologna desde 1361, una pintura de Cesare Aretusi y Giovanni Battista Fiorini, y un coro con 53 asientos, tallado por Paolo Sacca, un artista de Cremona, entre 1518 y 1523. Hasta 1752, albergaba un políptico de Predella de Ercole de 'Roberti, partes del cual ahora se encuentran en Dresde y partes en Liverpool. La sacristía tiene un retablo de San Patricio de Vincenzo Spisanelli y pinturas de Felice Torelli, Ercole Graziani el Joven, Ubaldo Gandolfi y Prospero Fontana.
En las capillas alrededor de la iglesia hay pinturas de artistas principalmente boloñeses como Lorenzo Costa, Ercole Procaccini el Viejo, Giacomo Francia, Bartolomeo Cesi, Benedetto Gennari, Orazio Samacchini, Alessandro Tiarini, Francesco del Cossa, Giovanni Battista Bolognini, Luca Longhi y Pietro Faccini, otros trabajos de Spisanelli, frescos del siglo XV de Giovanni da Modena y una Piedad del siglo XV. La capilla XVI contiene un San Francisco de Asís de Guercino desde 1645.
Otras obras de arte incluyen las vidrieras del siglo XV diseñadas por Lorenzo Costa y Francesco del Cossa, un retablo del siglo XIV, y los frescos de los hermanos Giulio y Giacomo Raibolini, que se redescubrieron en 1894.

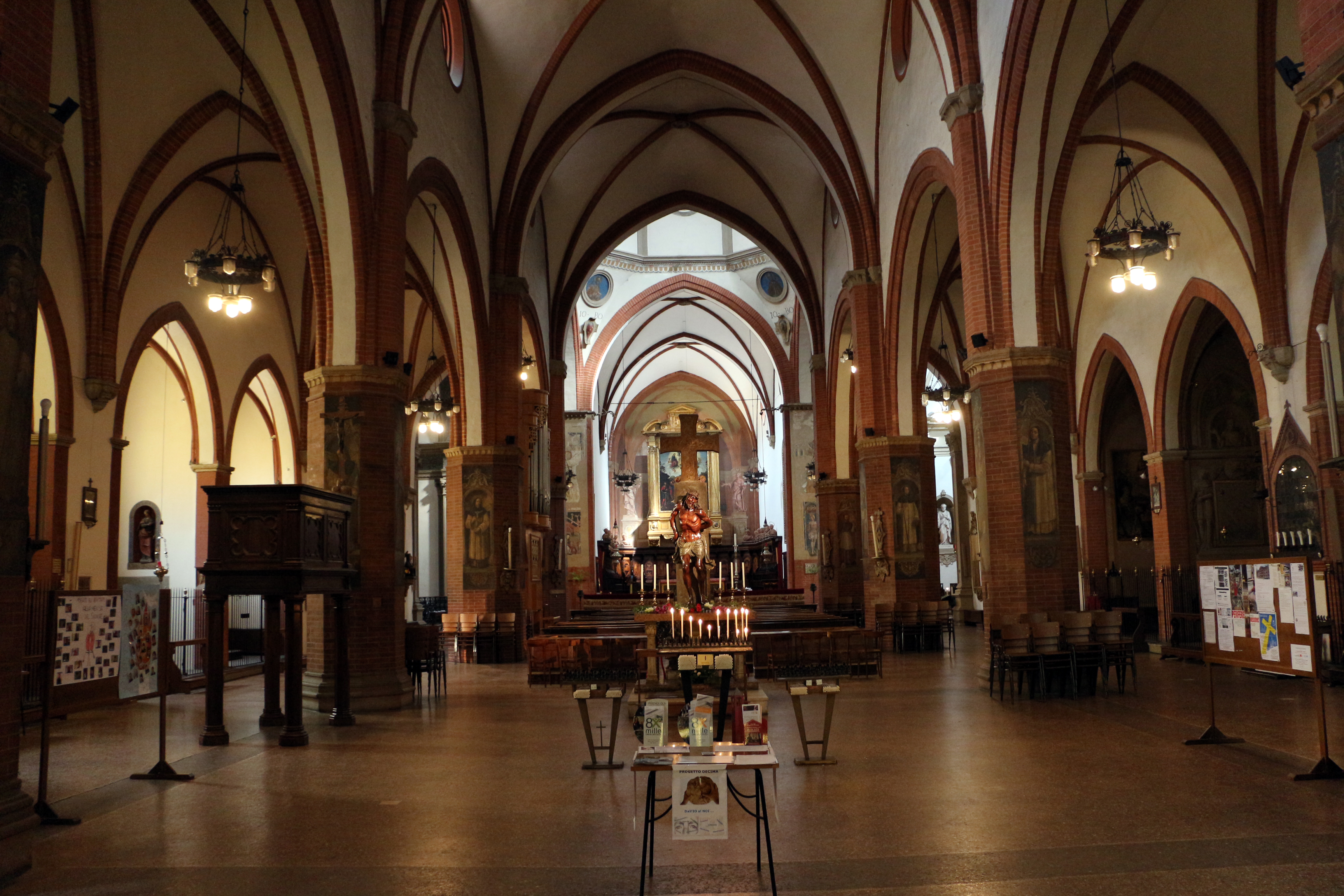
Interior de la iglesia
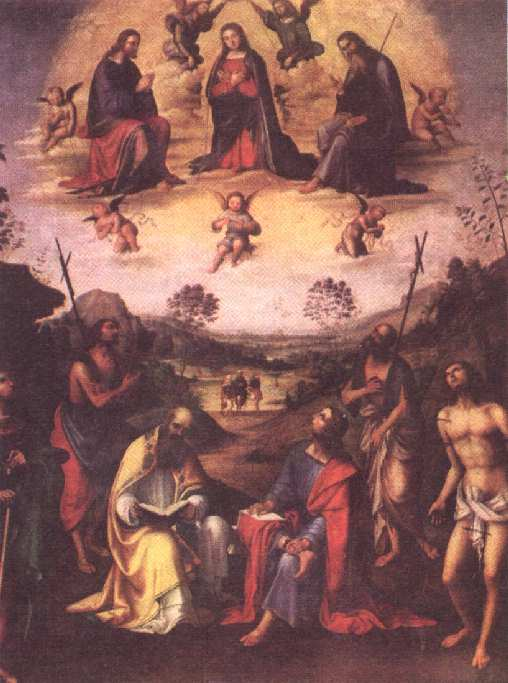
Coronación de la Virgen y los Santos por Lorenzo Costa, 1501
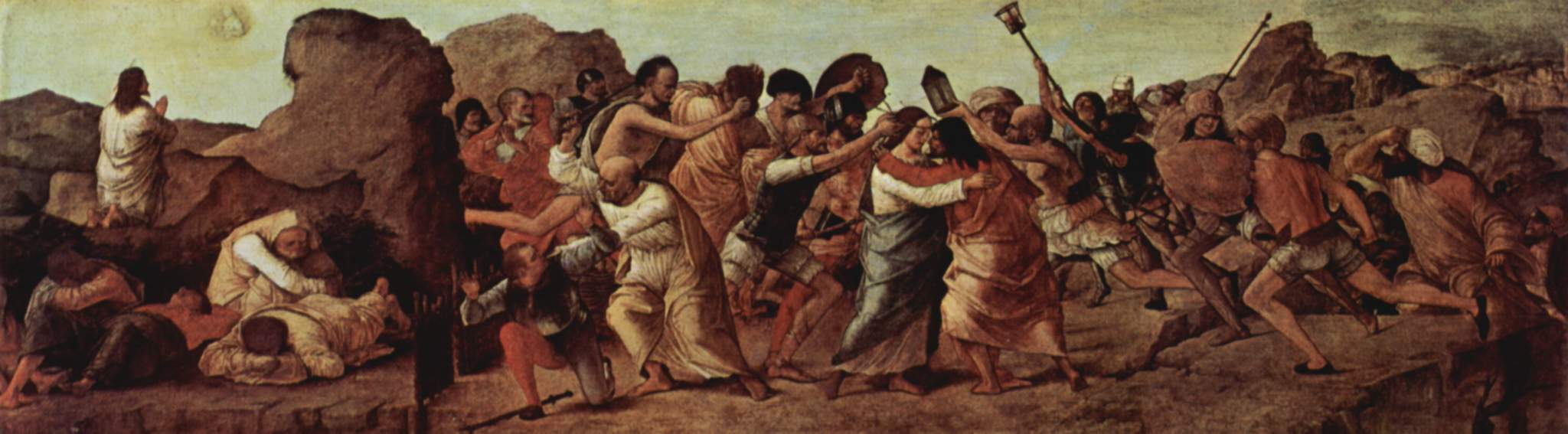
Detalle de la Predella por Ercole de 'Roberti, originalmente en San Giovanni in Monte, pero ahora en la Gemäldegalerie Alte Meister en Dresde
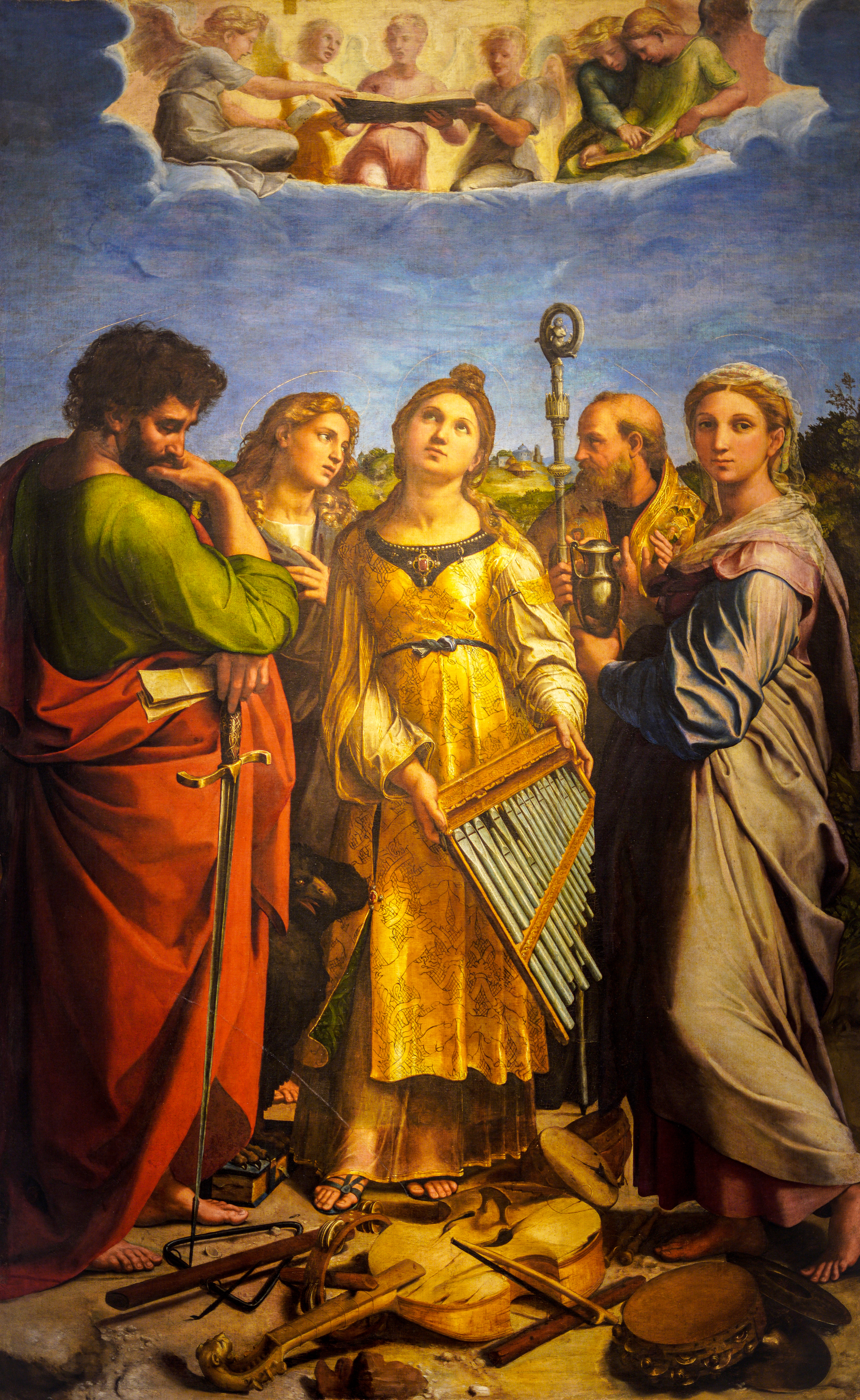
El éxtasis de Santa Cecilia por Rafael, ahora en la Pinacoteca de Bolonia pero originalmente encargada para la San Giovanni
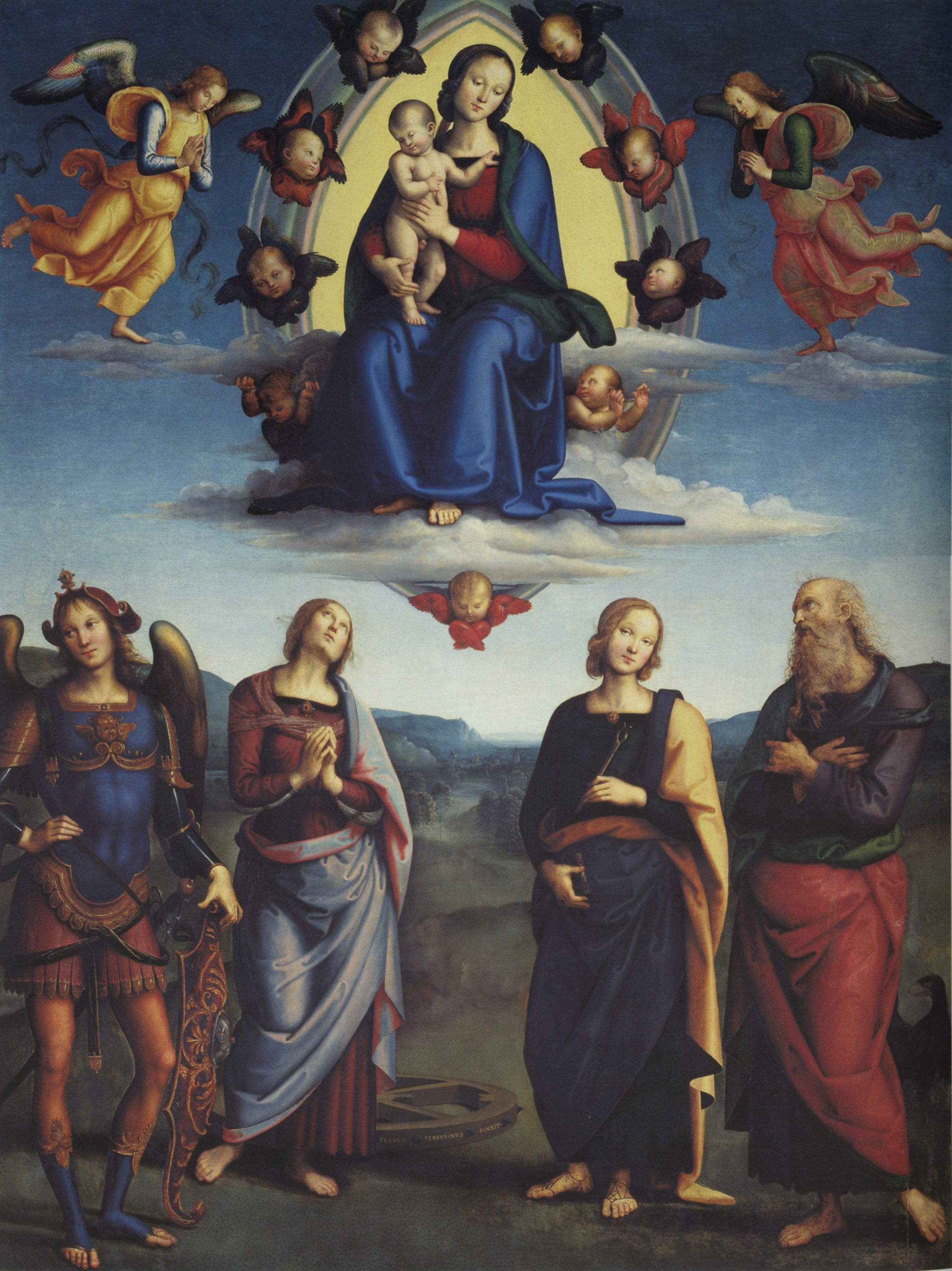
Madonna en la gloria con los santos de Perugino, ahora en la Pinacoteca de Bolonia